# هشت‌پا
هَشت‌پا یا اُختاپوس (نام علمی: Octopoda) یک جانور آبزی از رده چند پایان است که در بخش‌های گوناگونی از اقیانوس‌های جهان، به‌ویژه در آب‌سنگ‌های مرجانی زندگی می‌کند. ۳۰۰ گونه از هشت‌پا شناسایی شده که این تعداد، یک‌سوم از تمامی گونه‌های سرپایان را تشکیل می‌دهد. هشت‌پا، از زیرردهٔ نیام‌داران (Coleoidea)، بالاراستهٔ هشت‌پاریختان (Octopodiformes) و راستهٔ هشت‌پایان (Octopoda) است.
هشت‌پای غول آرام که ساکنِ اقیانوس آرام است، با وزن حدود ۷۱ کیلوگرم، بزرگ‌ترین سرده، سرپایان و در حقیقت بزرگ‌ترین هشت‌پا است.
کوچک‌ترین گونه نیز اختاپوس ولفی با ۲٫۵ سانتیمتر (۱ اینچ) و وزن (۹۰) ۱ گرم (۰٫۰۴ اونس) است که در عمق ۱۰ و ۱۰۰ فوت (۳ و ۳۰ متر) یافت می‌شود.
بخش بسیار زیادی از بدن هشت‌پاها از بافت ماهیچه ای ساخته شده و به عبارت دیگر، فاقد استخوان‌بندی هستند که همین موضوع به آنها اجازه می‌دهد خود را برای مدت‌های طولانی به راحتی انقباض و انبساط نمایند. به دلیل همین ویژگی، هشت‌پا می‌تواند با فشرده نمودن بدن خود، از روزنه‌های کوچک عبور نماید. این ویژگی خاص باعث می‌شود تا حتی گونه‌های بزرگ‌تر نیز توان عبور از روزنه‌هایی به قطر ۲٫۵ سانتیمتر (۱ اینچ) را داشته باشند.
در زبان ژاپن تاکو نامیده می‌شود و یکی از عناصر سوشی است.

## شکل ظاهری
هشت پا در امتداد محور خلفی-شکمی خود دو طرفه است. سر و پا در یک انتهای بدن کشیده قرار دارند و به عنوان قدامی (جلوی) حیوان عمل می‌کنند. سر شامل دهان و مغز است. پا به مجموعه ای از زائده‌های قابل انعطاف، پیش تنش، معروف به «بازو» تبدیل شده‌است که دهان را احاطه کرده و در نزدیکی پایه خود توسط یک ساختار تار به یکدیگر متصل می‌شوند. بازوها را می‌توان براساس موقعیت جانبی و توالی (مانند L1، R1، L2، R2) توصیف کرد و به چهار جفت تقسیم کرد. دو پیوست عقب معمولاً برای راه رفتن در کف دریا استفاده می‌شود، در حالی که شش مورد دیگر برای خوردن غذا استفاده می‌شود. از این رو برخی از زیست شناسان از این حیوانات به عنوان شش «بازو» و دو «پا» یاد می‌کنند. گوشته پیازی و توخالی در پشت سر ذوب شده و به قوز احشایی معروف است. این شامل بیشتر اعضای حیاتی است. حفره گوشته دیواره‌های عضلانی دارد و حاوی آبشش است. با قیف یا سیفون به قسمت خارجی متصل می‌شود. دهان هشت پا، که در زیر بازوها قرار دارد، دارای منقاری تیز است.

## رابطه با انسان

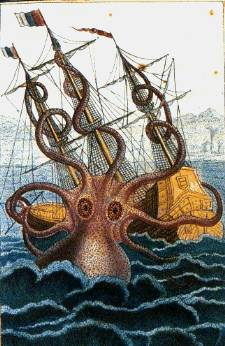
نقاشی کشیده شده برای نمایش رابطه بین انسان و هشت پا

دریانوردان باستان از هشت پا آگاه بودند، همان‌طور که برخی از کارهای هنری و طراحی‌های آن نشان می‌دهد. به عنوان مثال، در یک کنده کاری سنگی که در بازسازی باستان‌شناسی از دوران کرت مینوی عصر مفرغ در کنوسوس (۱۹۰۰–۱۱۰۰ پیش از میلاد) یافت شده‌است، تصویری از یک ماهیگیر که یک هشت پا دارد حمل می‌شود. تصور بر این است که گورگون وحشتناک قدرتمند اساطیر یونان از هشت پا یا ماهی مرکب الهام گرفته شده‌است، هشت پا خود نمایانگر سر بریده شده مدوزا، منقار به عنوان زبان بیرون زده و دندانهای نیش و شاخک‌های آن به عنوان مار است. کراکن هیولای دریایی افسانه ای با ابعادی غول پیکر است که گفته می‌شود در سواحل نروژ و گرینلند ساکن هستند و معمولاً در هنر به عنوان یک اختاپوس غول پیکر که به کشتی‌ها حمله می‌کند، نشان داده می‌شوند. Linnaeus آن را در چاپ اول 1735 Systema Naturae خود قرار داد. یک ترجمه از اسطوره آفرینش هاوایی، کومولیپو نشان می‌دهد که هشت پا تنها بازمانده دوران گذشته‌است. Akkorokamui یک هیولای غول پیکر مانند هشت پا از فولکلور Ainu است.

## تنفس

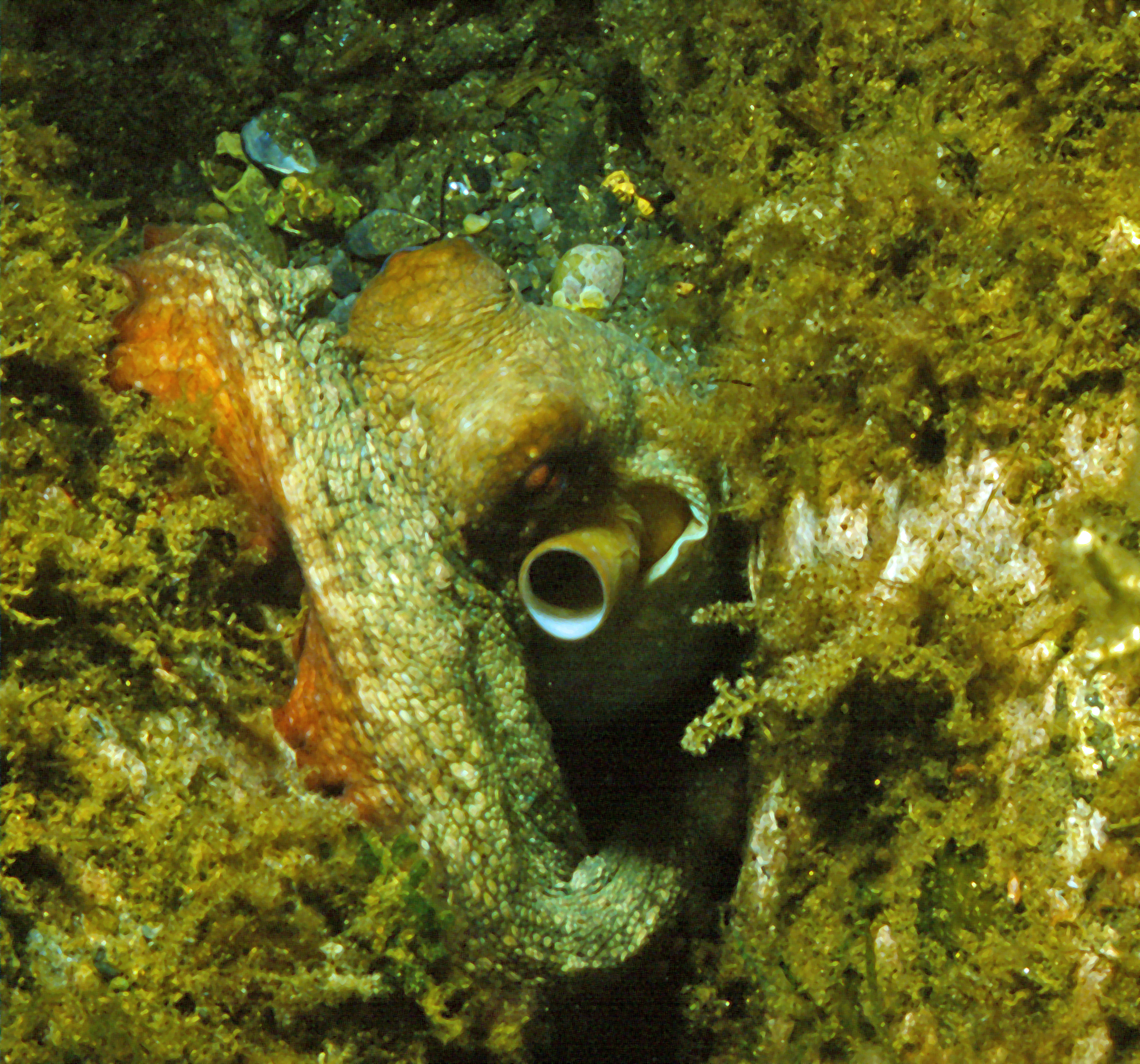
هشت پا با سیفون باز. سیفون برای تنفس، دفع مواد زائد و جوهر تخلیه استفاده می‌شود.

تنفس شامل کشیدن آب به داخل حفره گوشته از طریق دیافراگم، عبور آن از داخل آبشش‌ها و بیرون راندن آن از طریق سیفون است. ورود آب با انقباض عضلات شعاعی دیواره گوشته به دست می‌آید، و دریچه‌های فلپر هنگامی که عضلات دایره ای قوی از طریق سیفون آب را بیرون می‌کشند، بسته می‌شوند. شبکه‌های گسترده بافت همبند از عضلات تنفسی پشتیبانی کرده و به آنها اجازه می‌دهد تا محفظه تنفسی را گسترش دهند. ساختار لاملا آبشش‌ها امکان جذب اکسیژن بالا، تا ۶۵٪ در آب در دمای ۲۰ درجه سانتیگراد (۶۸ درجه فارنهایت) را فراهم می‌کند. جریان آب از روی آبشش‌ها با جابجایی ارتباط دارد و یک هشت پا می‌تواند بدن خود را هنگامی که آب را از سیفون خود خارج می‌کند، رانش دهد.
پوست نازک هشت پا اکسیژن اضافی را جذب می‌کند. هنگام استراحت، حدود ۴۱٪ جذب اکسیژن هشت پا از طریق پوست است. این مقدار در هنگام شنا به ۳۳ درصد کاهش می‌یابد، زیرا آب بیشتری از آبشارها جریان دارد. جذب اکسیژن پوست نیز افزایش می‌یابد. هنگامی که بعد از غذا در حال استراحت است، جذب از طریق پوست می‌تواند به ۳٪ از کل جذب اکسیژن آن کاهش یابد.

## سیستم گردش خون
اختاپوس‌ها سیستم گردش خون بسته‌ای دارند که در آن خون در داخل رگ‌های خونی باقی می‌ماند. هشت پا سه قلب دارد. یک قلب سیستمیک که خون را در اطراف بدن گردش می‌دهد و دو قلب شاخه ای که آن را از طریق هر دو آبشش پمپ می‌کند. قلب سیستمیک هنگامی که حیوان در حال شنا است، غیرفعال است و بنابراین حیوان سریع خسته می‌شود و ترجیح می‌دهد که بخزد.  خون هشت پا حاوی پروتئین هموسیانین غنی از مس برای انتقال اکسیژن است. این خون را بسیار لزج می‌کند و برای پمپاژ آن در اطراف بدن به فشار قابل توجهی نیاز دارد. فشار خون هشت پا می‌تواند بیش از ۷۵ میلی‌متر جیوه (۱۰ کیلو پاسکال) باشد.  در شرایط سرمازدگی با سطح اکسیژن پایین، هموسیانین اکسیژن را با کارایی بیشتری نسبت به هموگلوبین حمل می‌کند. هموسیانین به جای اینکه در سلولهای خون حمل شود، در پلاسما حل شده و به آن رنگ مایل به آبی می‌دهد. خون آبی رنگ به این دلیل است که پروتئین، هموسیانین، که اکسیژن را در اطراف بدن اختاپوس حمل می‌کند، حاوی مس است نه آهنی که در هموگلوبین انسان وجود دارد. پروتئین مبتنی بر مس در انتقال مولکول‌های اکسیژن در شرایط سرد و کم اکسیژن کارآمدتر است، بنابراین برای زندگی در اقیانوس ایدئال است. اگر خون (که در بی مهرگان «همولنف» نامیده می‌شود) بدون اکسیژن شود - مثلاً وقتی حیوان می‌میرد - رنگ آبی خود را از دست می‌دهد و به جای آن شفاف می‌شود. سه قلب اختاپوس نقش‌های کمی متفاوت دارند. یکی از قلب‌ها خون را در سراسر بدن به گردش درمی‌آورد، در حالی که دو قلب دیگر آن را برای دریافت اکسیژن از آبشش‌ها عبور می‌دهند.
قلب سیستمیک دارای دیواره‌های انقباضی عضلانی است و از یک بطن منفرد و دو دهلیز تشکیل شده‌است، یکی برای هر طرف بدن. رگهای خونی از عروق، مویرگها و رگها تشکیل شده و با اندوتلیوم سلولی پوشانده شده‌اند که کاملاً شبیه بسیاری از بی مهرگان دیگر نیست. خون از طریق آئورت و سیستم مویرگی، به ورید حفره گردش می‌کند و پس از آن خون توسط قلب‌های کمکی از طریق آبشش‌ها پمپ می‌شود و به قلب اصلی برمی گردد. بیشتر سیستم وریدی انقباضی است که به گردش خون کمک می‌کند.

## کیسه جوهر
کیسه جوهر هشت پا در زیر غده هضم قرار دارد. غده ای که به کیسه متصل است، جوهر را تولید می‌کند و کیسه آن را ذخیره می‌کند. این کیسه به اندازه کافی به قیف نزدیک است تا اختاپوس بتواند جوهر را با جت آب شلیک کند. قبل از اینکه از قیف خارج شود، جوهر از غددی عبور می‌کند که آن را با مخاط مخلوط می‌کند، یک لکه ضخیم و تاریک ایجاد می‌کند که به حیوان اجازه می‌دهد از دست شکارچی فرار کند. رنگدانه اصلی جوهر ملانین است که به آن رنگ سیاه می‌بخشد. اختاپوس‌های سیراته فاقد کیسه جوهر هستند.

## جفت‌گیری و مواظبت از تخم
بسیاری از اختاپوس‌های نر فاقد اندام تناسلی خارجی هستند و در عوض از یک بازوی اصلاح شده به نام «هکتوکوتیلوس» برای انتقال اسپرم خود به ماده استفاده می‌کنند. ظاهر هکتوکوتیلوس بین گونه‌ها متفاوت است. برخی شبیه یک سرنگ و در برخی دیگر بیشتر شبیه قاشق است. زندگی برای مادران اختاپوس نیز آسان نیست. آنها به معنای واقعی کلمه جان خود را برای فرزندان خود می‌دهند. هنگامی که یک اختاپوس نر اسپرم خود را تحویل می‌دهد، زندگی او تقریباً تمام می‌شود. بیشتر اختاپوس‌های نر در عرض چند ماه پس از جفت‌گیری می‌میرند. در برخی از گونه‌های اختاپوس، ماده‌ها مراقبت والدین را از خود نشان می‌دهند. آنها از تخم‌های خود محافظت می‌کنند و از آنها در برابر شکارچیان محافظت می‌کنند و آب را روی آن‌ها می‌پاشند تا به آنها اکسیژن بدهند. آنها این رفتار را تا زمانی که تخم‌ها از تخم بیرون بیایند ادامه می‌دهند. در یک بررسی محققان هرگز ندیدند که یک ماده تخم‌هایش را رها کند یا چیزی بخورد، حتی خرچنگ یا میگوی که در نزدیکی بودند. در عوض، محققان مشاهده کردند که ماده در حال محو شدن است - او وزن کم کرد، پوستش شل و رنگ پریده شد و چشمانش کدر شد. در آخرین بازدید محققان، اختاپوسهای تازه متولد شده از تخم خارج شده بودند و ماده از بین رفته بود.

## هوش
باور بر این است که اختاپوس باهوش‌ترین جاندار در میان همه‌ی بی‌مهرگان است. پژوهشگران گمان می‌کنند که هوش اختاپوس برای کمک به شکار و گریز از شکارچیان، فرگشت یافته‌است. دانشمندان از اندازه مغز یک جانور نسبت به بدنش به عنوان یک راهنمای تقریبی برای هوش آن به کار می‌برند، زیرا نشان می‌دهد که یک جانور چقدر روی مغز خود «سرمایه‌گذاری» می‌کند. این یک سنجه کامل نیست، زیرا عوامل دیگری مانند درجه چین‌خوردگی در مغز نیز نقش دارند، ولی جانوران باهوش‌تر نسبت مغز به بدن بالاتری دارند. نسبت مغز به بدن یک هشت‌پا در میان بی‌مهرگان بزرگ‌ترین است. همچنین از بسیاری از مهره‌داران بزرگتر است، اگرچه هشت‌پاها پستاندار نیستند.
هشت‌پاها کمابیش به اندازه یک سگ نرون دارند - هشت‌پای معمولی نزدیک به ۵۰۰ میلیون (نزدیک نیم میلیارد) نرون دارد. نزدیک به دو سوم نرون‌ها در بازوهای آن قرار دارد. بقیه در مغز دوناتی شکلی است که دور مری پیچیده شده و در سر اختاپوس قرار دارد.

### ساختار مغز
ساختار مغز سرپایان به شیوه چشمگیری با ساختار مغز پستانداران فرق دارد. سازمان مغز پستانداران و سرپایان در پانصد و پنجاه میلیون سال گذشته فرگشت از واپسین باری که جد مشترک داشتند، به‌شیوه چشمگیری از هم جدا شده‌است. آنها از مغز بزرگ و پراکنده خود برای کمک به همرنگی (استتار) بدن، به‌کارگیری ابزار، گریختن از شکارچیان، شکار کردن و گرفتن شکار، حل چالش‌های پیچیده و همچنین داشتن حس سرگرمی بهره می‌جویند. این یک واقعیت شناخته شده‌است که اختاپوس‌ها هشت بازو دارند و هر بازو دارای «مغز کوچک» خود است. افزون بر این، در حالی که هر بازو می‌تواند به‌طور جدا کار کند - توانا به چشیدن، لمس و حرکت بدون جهت است - مغز متمرکز نیز توانا به اعمال کنترل از بالا به پایین است.

### به‌کار‌گیری ابزار
استفاده از ابزار در قلمرو حیوانات نسبتاً نادر است و شاخص خوبی برای توانایی یادگیری است. در میان بی‌مهرگان، تنها اختاپوس‌ها و چند حشره از ابزار استفاده می‌کنند. متقاعدکننده‌ترین نمونه استفاده از ابزار توسط اختاپوس‌ها در سال ۲۰۰۹ بود، زمانی که چند هشت‌پای نارگیل‌دوست مشاهده شدند که پوسته‌های نارگیل دور ریخته شده را در اندونزی جمع‌آوری می‌کردند. پس از کندن پوسته‌ها، اختاپوس‌ها آنها را با فواره‌های آب تمیز کردند. سپس آنها را به مکان جدیدی بردند و از آن به عنوان یک سرپناه استفاده کردند. در فیلم ضبط شده یک اختاپوس با استفاده از دو پوسته نارگیل به عنوان یک زره موقت، پوسته‌ها را به دور خود نگه داشته و مانند یک توپ در امتداد کف دریا در حال غلتیدن است، یک پژوهشگر هشت‌پا توضیح می‌دهد: «در هنگام آزمایش و بررسی، مشخص شده‌است که هشت‌پا برای دریافت پاداش غذا در آزمایشگاه، از ابزار استفاده می‌کند. همچنین در اختاپوس‌های وحشی نشان داده شده‌است که لانه‌های کوچکی می‌سازند و از سنگ‌ها برای ایجاد نوعی سپر برای محافظت از ورودی استفاده می‌کنند.»

### بازی کردن
اختاپوس‌ها بازی می‌کنند و بازی کاری است که جانوران باهوش انجام می‌دهند.

### مشکل نگهداری اختاپوس‌ها در آکواریوم‌
یک داستان پرآوازه از آکواریوم برایتون در انگلستان ۱۰۰ سال پیش وجود دارد که یک اختاپوس در آنجا شب هنگام که کسی تماشا نمی‌کرد از مخزن خود بیرون می‌آمد، به مخزن آکواریوم همسایه می‌رفت و ماهی‌ها را می‌خورد و دوباره به مخزن خود بازمی‌گشت. بامداد روز بعد در مخزن خود نشسته بود. آکواریوم به این ترتیب پیش از این‌که بفهمند چه کسی مسئول است، چندین توده ماهی خود را از دست داد. یکی از پژوهشگران اولیه گفته‌است اگر دماسنج شناور را در مخزن اختاپوس بگذارید، تنها نزدیک به پنج دقیقه دوام می‌آورد. اختاپوس‌ها به سادگی همه چیز را از هم جدا می‌کنند.

### توانایی شناسایی مردم
اختاپوس‌ها دارای لوب‌های بینایی بزرگ هستند، مناطقی از مغز که به بینایی اختصاص دارد. یک پژوهشگر هشت‌پا توضیح می‌دهد: به نظر می‌رسد اختاپوس‌ها می‌توانند افراد خارج از گونه خود، از جمله چهره انسان را شناسایی کنند. این رفتار منحصر به فرد نیست - برخی از پستانداران و کلاغ‌ها نیز می‌توانند آن را انجام دهند - ولی نسبتاً غیرعادی است. در یک آزمایش در طول دو هفته، یک نفر به‌طور منظم به گروهی از اختاپوس‌ها غذا داد، در حالی که فرد دیگری آنها را با یک چوب پرز لمس کرد. در پایان آزمایش، اختاپوس‌ها رفتار متفاوتی نسبت به نگهبان «خوب» و نگهبان «متوسط» داشتند، که تأیید کرد اختاپوس‌ها می‌توانند این دو فرد را شناسایی کنند، با‌ این‌که لباس‌های یکسانی به تن داشتند.

### همرنگی (استتار)
شاید نمونه‌ی چشمگیرترین گونه‌ی همرنگی، اختاپوس تقلیدگر باشد. این اختاپوس که در سال ۱۹۹۸ در اندونزی یافت شد، مانند دیگر اختاپوس‌ها از صخره‌های پیرامون، صخره‌ها و جلبک‌های دریایی کپی نمی‌کند، بلکه خود را همچون جانوران دیگری که شکارچیان گرایش دارند از آن‌ها دوری کنند، نشان می‌دهد و جعل هویت می‌کند. با خمیدگی بدن، مرتب کردن بازوها و اصلاح رفتارش، گویا می‌تواند به طیف گسترده‌ای از جانوران زهری تبدیل شود. شیرماهی، کفی نواری و مارهای دریایی از جمله زمان‌هایی هستند که در آن خودنمایی می‌کند. اختاپوس تقلیدگر همچنین می‌تواند از دیگر جانداران دریایی مانند مار دریایی درنده یا شقایق دریایی ماهی‌خوار تقلید کند. این به جلوگیری از شکارچیان کمک می‌کند و همچنین به اختاپوس توان می‌دهد تا با تقلید از جانداری کمتر خطرناک به شکار خود نزدیک شود.

## نگارخانه

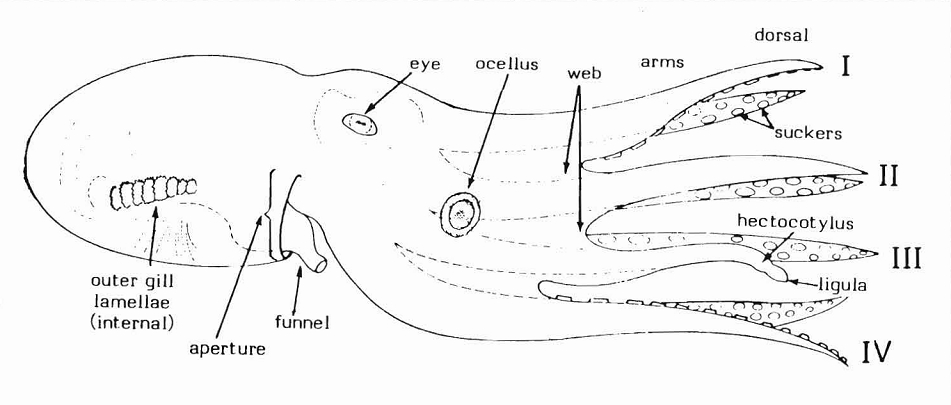
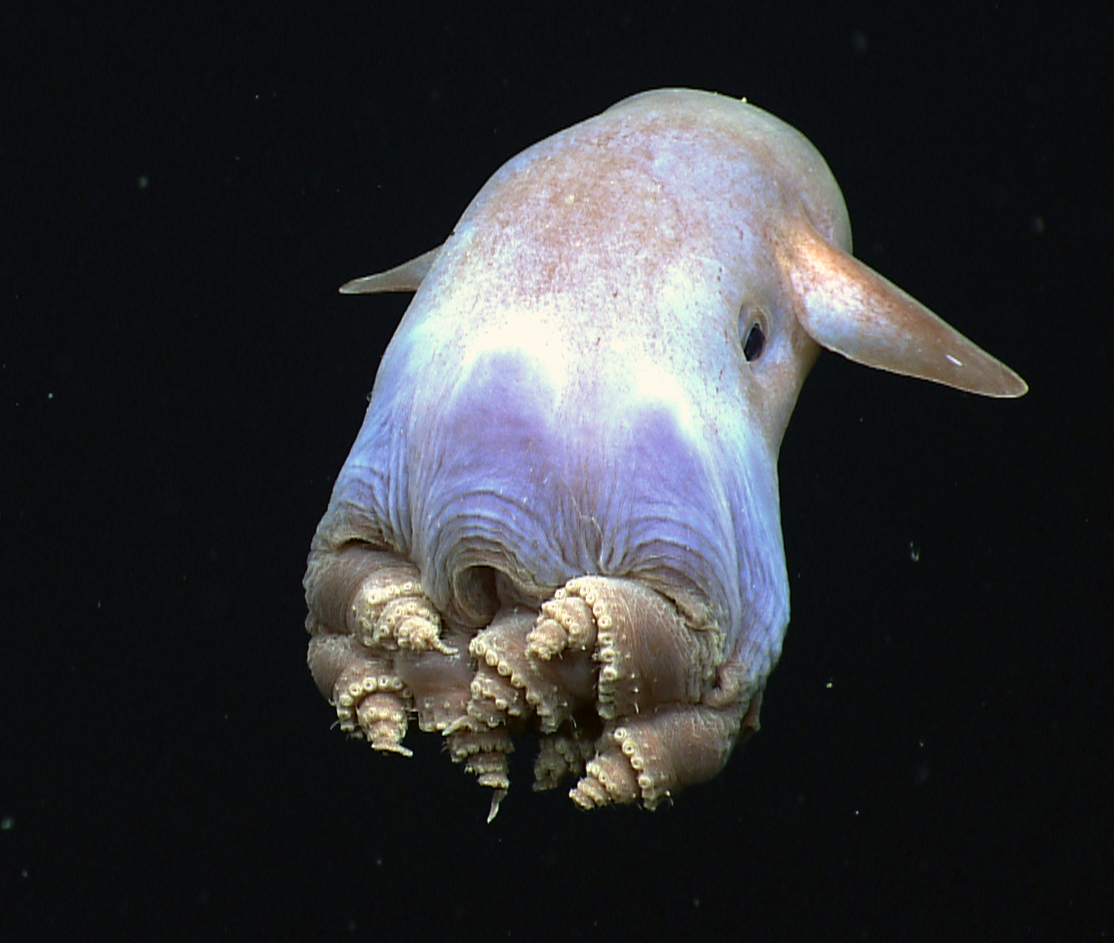
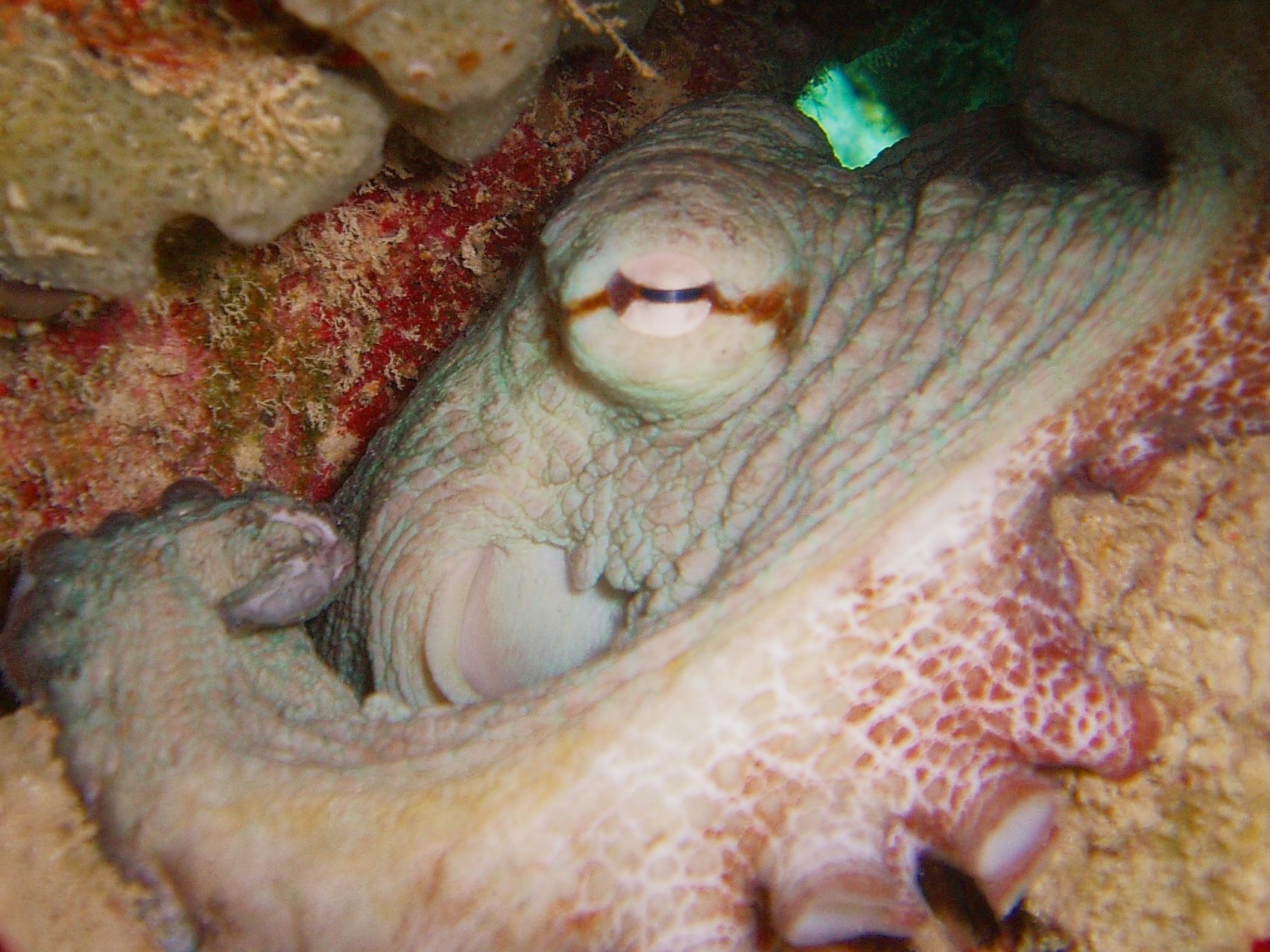
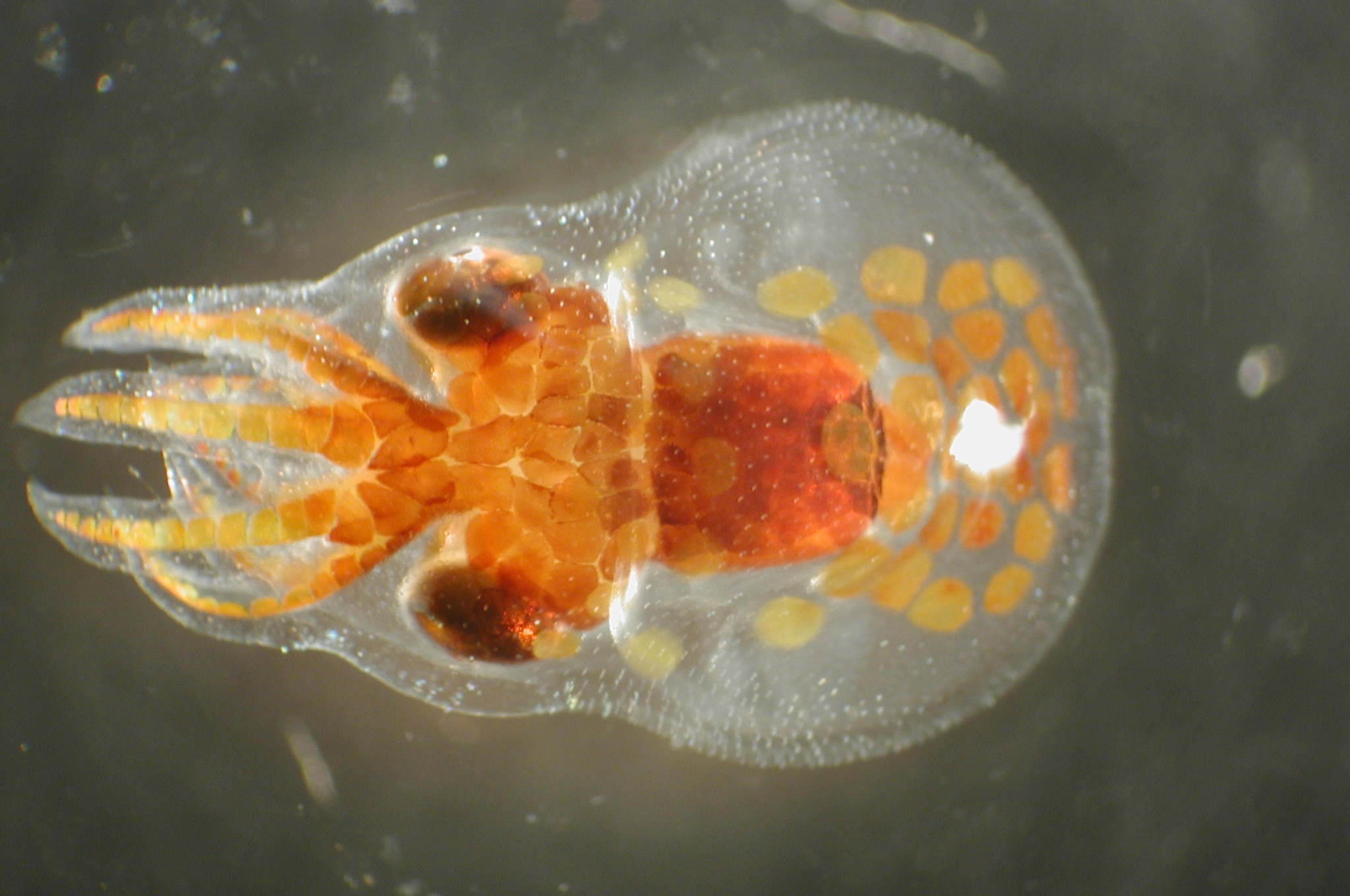
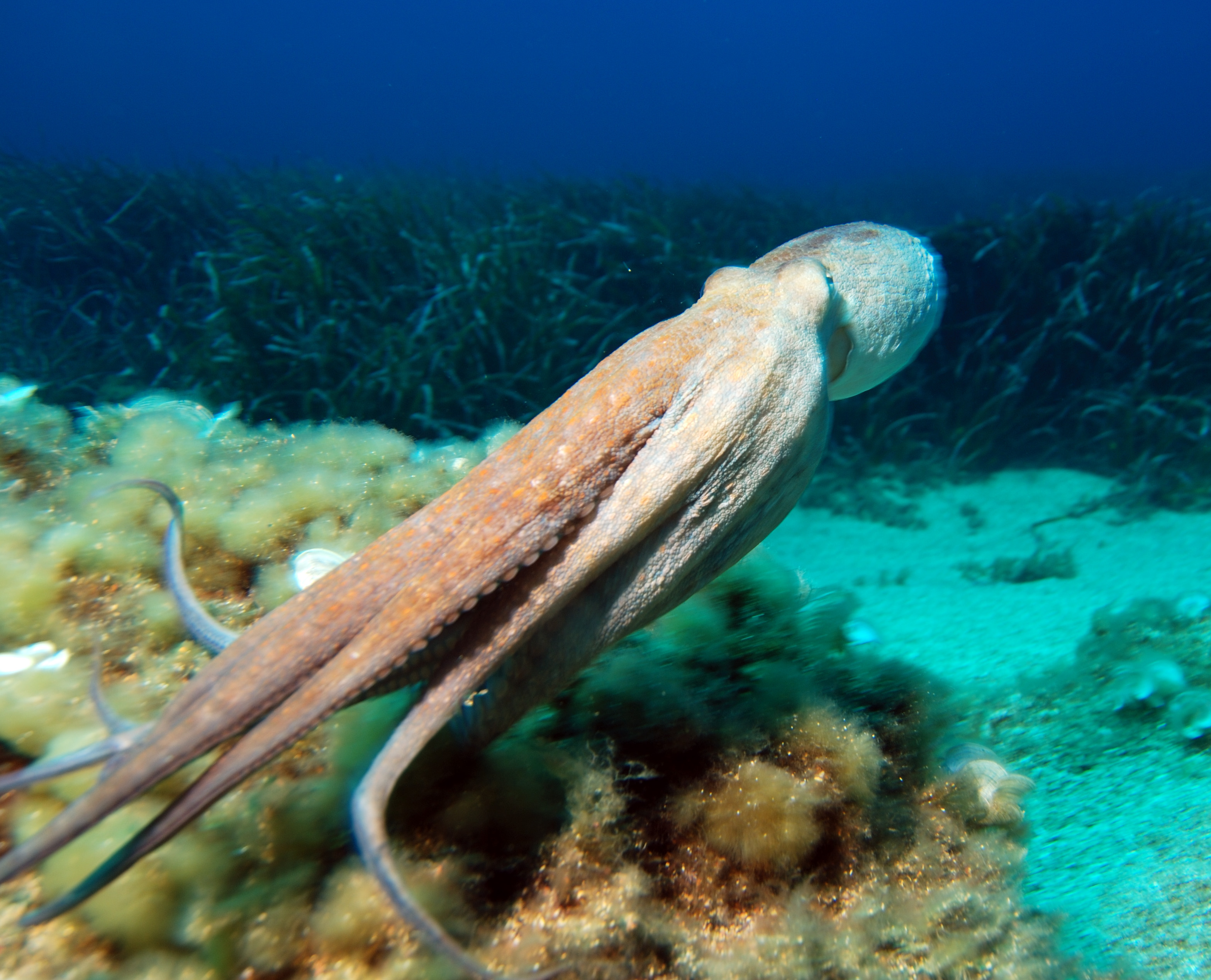